# Kontiosaari (ö i Finland, Norra Karelen, Mellersta Karelen, lat 61,81, long 29,92)
Kontiosaari är en ö i Finland. Den ligger i sjön Pyhäjärvi och i kommunerna Kides och Parikkala och landskapen  Norra Karelen och Södra Karelen, i den sydöstra delen av landet, 300 km nordost om huvudstaden Helsingfors. Öns area är 64,5 hektar och dess största längd är 1,8 kilometer i sydöst-nordvästlig riktning.